# Championnat d'Israël de football 2000-2001
Navigation
Championnat d'Israël 1999-2000 Championnat d'Israël 2001-2002
Le Championnat d'Israël de football 2000-2001 est la 49e édition de ce championnat.

## Saison régulière[1]
| Rang | Équipe                     | Pts | J  | G  | N  | P  | Bp | Bc | Diff |
| ---- | -------------------------- | --- | -- | -- | -- | -- | -- | -- | ---- |
| 1    | Maccabi Haïfa              | 76  | 33 | 22 | 10 | 1  | 61 | 22 | +39  |
| 2    | Hapoël Tel-Aviv            | 67  | 33 | 19 | 10 | 4  | 51 | 25 | +26  |
| 3    | Betar Jérusalem            | 62  | 33 | 18 | 8  | 7  | 45 | 27 | +18  |
| 4    | Hapoël Haïfa               | 59  | 33 | 16 | 11 | 6  | 50 | 32 | +18  |
| 5    | Maccabi Tel-Aviv           | 55  | 33 | 15 | 10 | 8  | 57 | 32 | +25  |
| 6    | Hapoël Petah-Tikvah        | 44  | 33 | 12 | 8  | 13 | 52 | 52 | 0    |
| 7    | Maccabi Netanya            | 38  | 33 | 10 | 8  | 15 | 35 | 40 | -5   |
| 8    | Maccabi Petah-Tikvah       | 38  | 33 | 10 | 8  | 15 | 46 | 52 | -6   |
| 9    | Hapoël Ironi Rishon LeZion | 33  | 33 | 9  | 6  | 18 | 33 | 56 | -23  |
| 10   | MS Ashdod                  | 31  | 33 | 8  | 7  | 18 | 36 | 49 | -13  |
| 11   | Bnei Yehoudah              | 27  | 33 | 6  | 9  | 18 | 34 | 58 | -24  |
| 12   | Hapoël Tsafririm Holon     | 15  | 33 | 4  | 3  | 26 | 22 | 77 | -55  |

## 2etour

### Tour des champions
| Rang | Équipe              | Pts | J  | G  | N  | P  | Bp | Bc | Diff |
| ---- | ------------------- | --- | -- | -- | -- | -- | -- | -- | ---- |
| 1    | Maccabi Haïfa       | 85  | 38 | 25 | 10 | 3  | 68 | 28 | +40  |
| 2    | Hapoël Tel-Aviv     | 75  | 38 | 21 | 12 | 5  | 55 | 29 | +26  |
| 3    | Hapoël Haïfa        | 71  | 38 | 20 | 11 | 7  | 59 | 38 | +21  |
| 4    | Maccabi Tel-Aviv    | 65  | 38 | 18 | 11 | 9  | 73 | 33 | +40  |
| 5    | Betar Jérusalem -1  | 62  | 38 | 18 | 9  | 11 | 49 | 42 | +7   |
| 6    | Hapoël Petah-Tikvah | 46  | 38 | 12 | 10 | 16 | 58 | 66 | -8   |

|  | Champion |

### Tour des relégués
| Rang | Équipe                     | Pts | J  | G  | N  | P  | Bp | Bc | Diff |
| ---- | -------------------------- | --- | -- | -- | -- | -- | -- | -- | ---- |
| 7    | Maccabi Netanya            | 49  | 38 | 13 | 10 | 15 | 63 | 61 | +2   |
| 8    | Maccabi Petah-Tikvah       | 45  | 38 | 12 | 9  | 17 | 43 | 52 | -9   |
| 9    | Hapoël Ironi Rishon LeZion | 41  | 38 | 11 | 8  | 19 | 41 | 61 | -20  |
| 10   | MS Ashdod                  | 36  | 38 | 9  | 9  | 20 | 44 | 57 | -13  |
| 11   | Bnei Yehoudah              | 35  | 38 | 8  | 11 | 19 | 38 | 64 | -26  |
| 12   | Hapoël Tsafririm Holon     | 16  | 38 | 4  | 4  | 30 | 25 | 85 | -60  |

|  | Relégué |

## Bilan de la saison
| Tableau d'Honneur                |                  |
| Compétition                      | Vainqueur        |
| Championnat d'Israël de football | Maccabi Haïfa    |
| Coupe d'Israël de football       | Maccabi Tel-Aviv |

| Promotions et relégations |                                      |
| Relégués en Liga Leumit   | Bnei Yehoudah Hapoël Tsafririm Holon |
| Promus en Ligat ha'Al     | Hapoël Beer-Sheva Maccabi Kiryat Gat |